# Pilane Station
Pilane Station é uma vila localizada no distrito de Kgatleng em Botswana. Possuía, em 2011, uma população estimada de 1 795 habitantes.